# きらやかカード
きらやかカード株式会社（Kirayaka Card Corporation.）は、じもとホールディングス傘下のきらやか銀行の子会社に当たるクレジットカード会社である。

## 概要
UCカードのブラザーズカンパニーであったしあわせユーシーカードと、同じくUCカードのブラザーズカンパニーであると同時にジェーシービーのフランチャイジーであった殖銀カードサービス（しょくぎんカードサービス）の合併により、しあわせユーシーカードを存続会社として合併して発足。

## 沿革
- 1988年（昭和63年）8月 - 山形ユニオンクレジット株式会社（やまがたユニオンクレジット）を設立。
- 1989年（平成元年）2月 - しあわせユーシーカード株式会社に改称。
- 1990年（平成2年）2月 - 殖銀カードサービス株式会社を設立。
- 2007年（平成19年）4月1日 - しあわせユーシーカードが殖銀カードサービスを吸収合併し、きらやかカード株式会社に社名変更。旧殖銀CSから継承し、JCBカードの発行を開始。

## クレジットカード
きらやかJCBカードについては
きらやかVISAカードおよびきらやかMasterCardカードについては

### 提携カード
- きらやかキャッシュ&クレジット - きらやか銀行のキャッシュカード一体型クレジットカード。ブランドはUC。国際ブランドはVISAかMasterCard。